# Björn Bengtsson
Björn Roger Bengtsson (ur. 17 października 1973 w gminie Malmö) – szwedzki aktor filmowy i telewizyjny.

## Życiorys
Dorastał w Skurup. Uczył się na kierunku edukacja artystyczna w zakresie sztuki muzycznej w Akademii Baletu w Göteborgu, a później w latach 1993–96 studiował aktorstwo w Göteborgs scenskola. Występował w teatrach: Malmö City Theatre, Helsingborg City Theatre i Riksteatern. W drugim sezonie serialu historycznego BBC Two Upadek królestwa (2017) grał postać Zygfryda.

## Filmografia
- 1999: Gertrud (TV) jako Erland Jansson
- 2001: Fru Marianne (TV) jako Walter
- 2002: Hot Dog jako Simon
- 2003: Ramona (TV) jako Per Ulrik Kernell
- 2006: Moreno & tystnaden jako Jaan Blauvelt
- 2007: En spricka i kristallen (TV) jako Richard
- 2009: Psalm 21 jako Olle Lidman
- 2009: Kamieniarz (Stenhuggaren, TV) jako Niklas Klinga
- 2013: Julie jako Jean
- 2015: Emigrant z żelkowej malinowej łódki (Vadelmavenepakolainen) jako Rille
- 2015: Niebo na ziemi (Så ock på jorden) jako Jonas
- 2017: The Last Kingdom (Upadek Królestwa) (sezon 2) jako Sigefrid
- 2018: Robin Hood: Początek jako Tydon
- 2019: Jak wytresować smoka 3 jako Eret (głos)